# Relaciones exteriores del Estado de Palestina

Relaciones diplomáticas de Palestina en 2024

Las relaciones exteriores del Estado de Palestina se llevan a cabo desde la creación de la Organización para la Liberación de Palestina (OLP) en 1964. Desde los Acuerdos de Oslo, se busca obtener el reconocimiento universal del Estado de Palestina en las fronteras de 1967, con Jerusalén Oriental como su capital.  Los Estados miembros reconocen oficialmente al Estado de Palestina (Israel es reconocido por 164).
En noviembre de 1988, el Consejo Nacional Palestino declaró la independencia del Estado de Palestina y, en 1994, se creó la Autoridad Nacional Palestina (ANP) tras los Acuerdos de Oslo. El Comité Ejecutivo de la OLP desempeña las funciones de gobierno del Estado de Palestina.
Después de 2011, la labor diplomática de la OLP se centró en la campaña Palestina 194, cuyo objetivo es conseguir la adhesión del Estado de Palestina a las Naciones Unidas. En noviembre de 2012, el Estado de Palestina fue aceptado como Estado observador no miembro de la Asamblea General de la ONU con la aprobación de la resolución 67/19 de la Asamblea General de las Naciones Unidas.

## Antecedentes
La Organización para la Liberación de Palestina se creó en 1964 como una organización paramilitar y ha buscado llevar adelante las relaciones exteriores con los estados y las organizaciones internacionales desde entonces. Inicialmente, la OLP estableció relaciones con países árabes y comunistas. En 1969, la OLP se convirtió en miembro de la Organización de Cooperación Islámica. En octubre de 1974, la Liga Árabe designó a la OLP como el "único representante legítimo del pueblo palestino".El nuevo estatus de la OLP fue reconocido por todos los estados de la Liga Árabe, excepto Jordania (Jordania reconoció ese estatus de la OLP en una etapa posterior). El 22 de noviembre de 1974, la Resolución 3236 de la Asamblea General de las Naciones Unidas reconoció el derecho del pueblo palestino a la autodeterminación, la independencia nacional y la soberanía en el Palestina. También reconoció a la OLP como representante del pueblo palestino ante las Naciones Unidas. Mediante la Resolución 3237 de la misma fecha, se le concedió a la OLP el estatus de observador de la Asamblea General de las Naciones Unidas.

## Relaciones diplomáticas
Lista del estatus de las relaciones diplomáticas entre los países con el Estado de Palestina:
|     | País                            | Fecha de reconocimiento  | Estatus del reconocimiento |
| --- | ------------------------------- | ------------------------ | -------------------------- |
| 1   | Afganistán                      | 16 de noviembre de 1988  | Reconocido                 |
| 2   | Albania                         | 26 de octubre de 1989    | Reconocido                 |
| 3   | Alemania                        | —                        | Sin reconocer              |
| 4   | Andorra                         | —                        | Sin reconocer              |
| 5   | Angola                          | [¿cuándo?]               | Reconocido                 |
| 6   | Antigua y Barbuda               | —                        | Sin reconocer              |
| 7   | Arabia Saudita                  | 1 de enero de 1989       | Reconocido                 |
| 8   | Argelia                         | 16 de diciembre de 1988  | Reconocido                 |
| 9   | Argentina                       | 5 de marzo de 2015       | Reconocido                 |
| 10  | Armenia                         | —                        | Reconocido                 |
| 11  | Australia                       | —                        | Sin reconocer              |
| 12  | Austria                         | —                        | Sin reconocer              |
| 13  | Azerbaiyán                      | 15 de abril de 1992      | Reconocido                 |
| 14  | Bahamas                         | —                        | Sin reconocer              |
| 15  | Bangladés                       | 24 de julio de 1989      | Reconocido                 |
| 16  | Barbados                        | —                        | Sin reconocer              |
| 17  | Baréin                          | 3 de enero de 1989       | Reconocido                 |
| 18  | Bélgica                         | —                        | Sin reconocer              |
| 19  | Belice                          | 9 de julio de 2014       | Reconocido                 |
| 20  | Benín                           | [¿cuándo?]               | Reconocido                 |
| 21  | Bielorrusia                     | 4 de febrero de 2003     | Reconocido                 |
| 22  | Birmania                        | —                        | Sin reconocer              |
| 23  | Bolivia                         | 15 de noviembre de 2013  | Reconocido                 |
| 24  | Bosnia y Herzegovina            | 30 de octubre de 1992    | Reconocido                 |
| 25  | Botsuana                        | 8 de marzo de 2017       | Reconocido                 |
| 26  | Brasil                          | 3 de diciembre de 2011   | Reconocido                 |
| 27  | Brunéi                          | 24 de mayo de 1994       | Reconocido                 |
| 28  | Bulgaria                        | diciembre de 1998        | Reconocido                 |
| 29  | Burkina Faso                    | [¿cuándo?]               | Reconocido                 |
| 30  | Burundi                         | —                        | Reconocido                 |
| 31  | Bután                           | —                        | Sin reconocer              |
| 32  | Cabo Verde                      | 4 de diciembre de 2009   | Reconocido                 |
| 33  | Camboya                         | 17 de diciembre de 1991  | Reconocido                 |
| 34  | Camerún                         | —                        | Sin reconocer              |
| 35  | Canadá                          | —                        | Sin reconocer              |
| 36  | Catar                           | 7 de enero de 1989       | Reconocido                 |
| 37  | República Centroafricana        | —                        | Sin reconocer              |
| 38  | Chad                            | [¿cuándo?]               | Reconocido                 |
| 39  | República Checa                 | 9 de noviembre de 1988   | Reconocido                 |
| 40  | Chile                           | 25 de febrero de 2011    | Reconocido                 |
| 41  | China                           | 20 de noviembre de 1988  | Reconocido                 |
| 42  | Chipre                          | 9 de febrero de 2013     | Reconocido                 |
| 43  | Colombia                        | 6 de septiembre de 2018  | Reconocido                 |
| 44  | Comoras                         | 1990                     | Reconocido                 |
| 45  | República del Congo             | 6 de abril de 1989       | Reconocido                 |
| 46  | República Democrática del Congo | —                        | Sin reconocer              |
| 47  | Corea del Norte                 | 3 de marzo de 1989       | Reconocido                 |
| 48  | Corea del Sur                   | —                        | Sin reconocer              |
| 49  | Costa de Marfil                 | [¿cuándo?]               | Reconocido                 |
| 50  | Costa Rica                      | 5 de febrero de 2008     | Reconocido                 |
| 51  | Croacia                         | —                        | Sin reconocer              |
| 52  | Cuba                            | [¿cuándo?]               | Reconocido                 |
| 53  | Dinamarca                       | —                        | Sin reconocer              |
| 54  | Dominica                        | 18 de marzo de 2018      | Reconocido                 |
| 55  | República Dominicana            | 15 de julio de 2009      | Reconocido                 |
| 56  | Ecuador                         | 24 de noviembre de 2008  | Reconocido                 |
| 57  | Egipto                          | [¿cuándo?]               | Reconocido                 |
| 58  | El Salvador                     | 9 de mayo de 2013        | Reconocido                 |
| 59  | Emiratos Árabes Unidos          | 17 de noviembre de 1988  | Reconocido                 |
| 60  | Eritrea                         | —                        | Sin reconocer              |
| 61  | Eslovaquia                      | 1 de enero de 1993       | Reconocido                 |
| 62  | Eslovenia                       | 5 de junio de 2024       | Reconocido                 |
| 63  | España                          | 28 de mayo de 2024       | Reconocido                 |
| 64  | Estados Unidos                  | —                        | Sin reconocer              |
| 65  | Estonia                         | —                        | Sin reconocer              |
| 66  | Etiopía                         | [¿cuándo?]               | Reconocido                 |
| 67  | Filipinas                       | 4 de septiembre de 1983  | Reconocido                 |
| 68  | Finlandia                       | —                        | Sin reconocer              |
| 69  | Fiyi                            | —                        | Sin reconocer              |
| 70  | Francia                         | —                        | Sin reconocer              |
| 71  | Gabón                           | 7 de abril de 1989       | Reconocido                 |
| 72  | Gambia                          | [¿cuándo?]               | Reconocido                 |
| 73  | Georgia                         | 25 de abril de 1992      | Reconocido                 |
| 74  | Ghana                           | 17 de febrero de 1989    | Reconocido                 |
| 75  | Granada                         | 27 de septiembre de 2013 | Reconocido                 |
| 76  | Grecia                          | —                        | Sin reconocer              |
| 77  | Guatemala                       | —                        | Sin reconocer              |
| 78  | Guinea                          | [¿cuándo?]               | Reconocido                 |
| 79  | Guinea-Bisáu                    | noviembre de 1989        | Reconocido                 |
| 80  | Guinea Ecuatorial               | —                        | Sin reconocer              |
| 81  | Guyana                          | 21 de febrero de 2013    | Reconocido                 |
| 82  | Haití                           | 27 de septiembre de 2013 | Reconocido                 |
| 83  | Honduras                        | 10 de mayo de 2013       | Reconocido                 |
| 84  | Hungría                         | 23 de junio de 1989      | Reconocido                 |
| 85  | India                           | 16 de noviembre de 1989  | Reconocido                 |
| 86  | Indonesia                       | 19 de octubre de 1989    | Reconocido                 |
| 87  | Irak                            | [¿cuándo?]               | Reconocido                 |
| 88  | Irán                            | [¿cuándo?]               | Reconocido                 |
| 89  | Irlanda                         | 28 de mayo de 2024       | Reconocido                 |
| 90  | Islandia                        | 15 de diciembre de 2011  | Reconocido                 |
| 91  | Israel                          | —                        | Reconocimiento denegado    |
| 92  | Italia                          | —                        | Sin reconocer              |
| 93  | Jamaica                         | —                        | Sin reconocer              |
| 94  | Japón                           | —                        | Sin reconocer              |
| 95  | Jordania                        | 7 de enero de 1989       | Reconocido                 |
| 96  | Kazajistán                      | 6 de abril de 1989       | Reconocido                 |
| 97  | Kenia                           | [¿cuándo?]               | Reconocido                 |
| 98  | Kirguistán                      | 12 de septiembre de 1995 | Reconocido                 |
| 99  | Kiribati                        | —                        | Sin reconocer              |
| 100 | Kuwait                          | 3 de enero de 1989       | Reconocido                 |
| 101 | Laos                            | 15 de mayo de 1989       | Reconocido                 |
| 102 | Lesoto                          | 23 de noviembre de 2017  | Reconocido                 |
| 103 | Líbano                          | 17 de agosto de 2011     | Reconocido                 |
| 104 | Liberia                         | —                        | Sin reconocer              |
| 105 | Libia                           | [¿cuándo?]               | Reconocido                 |
| 106 | Liechtenstein                   | —                        | Sin reconocer              |
| 107 | Lituania                        | —                        | Sin reconocer              |
| 108 | Luxemburgo                      | —                        | Sin reconocer              |
| 109 | Macedonia del Norte             | —                        | Sin reconocer              |
| 110 | Madagascar                      | —                        | Sin reconocer              |
| 111 | Malasia                         | 12 de enero de 1989      | Reconocido                 |
| 112 | Malaui                          | 23 de octubre de 1998    | Reconocido                 |
| 113 | Maldivas                        | [¿cuándo?]               | Reconocido                 |
| 114 | Mali                            | [¿cuándo?]               | Reconocido                 |
| 115 | Malta                           | [¿cuándo?]               | Reconocido                 |
| 116 | Marruecos                       | 31 de enero de 1989      | Reconocido                 |
| 117 | Islas Marshall                  | —                        | Sin reconocer              |
| 118 | Mauricio                        | 1990                     | Reconocido                 |
| 119 | Mauritania                      | [¿cuándo?]               | Reconocido                 |
| 120 | México                          | 2 de junio de 2023       | Reconocido                 |
| 121 | Micronesia                      | —                        | Sin reconocer              |
| 122 | Moldavia                        | —                        | Sin reconocer              |
| 123 | Mónaco                          | —                        | Sin reconocer              |
| 124 | Mongolia                        | [¿cuándo?]               | Reconocido                 |
| 125 | Montenegro                      | 1 de agosto de 2006      | Reconocido                 |
| 126 | Mozambique                      | [¿cuándo?]               | Reconocido                 |
| 127 | Namibia                         | 2 de mayo de 1991        | Reconocido                 |
| 128 | Nauru                           | —                        | Sin reconocer              |
| 129 | Nepal                           | —                        | Sin reconocer              |
| 130 | Nicaragua                       | [¿cuándo?]               | Reconocido                 |
| 131 | Níger                           | 18 de enero de 1989      | Reconocido                 |
| 132 | Nigeria                         | [¿cuándo?]               | Reconocido                 |
| 133 | Noruega                         | 28 de mayo de 2024       | Reconocido                 |
| 134 | Nueva Zelanda                   | —                        | Sin reconocer              |
| 135 | Omán                            | 23 de enero de 1989      | Reconocido                 |
| 136 | Países Bajos                    | —                        | Sin reconocimiento         |
| 137 | Pakistán                        | 18 de enero de 1989      | Reconocido                 |
| 138 | Palaos                          | —                        | Sin reconocer              |
| 139 | Panamá                          | —                        | Sin reconocer              |
| 140 | Papúa Nueva Guinea              | 13 de enero de 1995      | Reconocido                 |
| 141 | Paraguay                        | 26 de marzo de 2005      | Reconocido                 |
| 142 | Perú                            | 12 de noviembre de 2010  | Reconocido                 |
| 143 | Polonia                         | 11 de abril de 1989      | Reconocido                 |
| 144 | Portugal                        | —                        | Sin reconocer              |
| 145 | Reino Unido                     | —                        | Sin reconocer              |
| 146 | Ruanda                          | —                        | Sin reconocer              |
| 147 | Rumania                         | febrero de 1989          | Reconocido                 |
| 148 | Rusia                           | 10 de enero de 1990      | Reconocido                 |
| 149 | Islas Salomón                   | —                        | Sin reconocer              |
| 150 | Samoa                           | —                        | Sin reconocer              |
| 151 | San Cristóbal y Nieves          | 29 de julio de 2019      | Reconocido                 |
| 152 | San Marino                      | —                        | Sin reconocer              |
| 153 | San Vicente y las Granadinas    | 22 de septiembre de 2016 | Reconocido                 |
| 154 | Santa Lucía                     | 14 de septiembre de 2015 | Reconocido                 |
| 155 | Santo Tomé y Príncipe           | —                        | Sin reconocer              |
| 156 | Senegal                         | febrero de 1989          | Reconocido                 |
| 157 | Serbia                          | 5 de abril de 1989       | Reconocido                 |
| 158 | Seychelles                      | 1990                     | Reconocido                 |
| 159 | Sierra Leona                    | 6 de diciembre de 2017   | Reconocido                 |
| 160 | Singapur                        | —                        | Sin reconocer              |
| 161 | Siria                           | 22 de enero de 1992      | Reconocido                 |
| 162 | Somalia                         | [¿cuándo?]               | Reconocido                 |
| 163 | Sri Lanka                       | 6 de febrero de 1989     | Reconocido                 |
| 164 | Suazilandia                     | 3 de noviembre de 2010   | Reconocido                 |
| 165 | Sudáfrica                       | 15 de febrero de 1995    | Reconocido                 |
| 166 | Sudán                           | [¿cuándo?]               | Reconocido                 |
| 167 | Sudán del Sur                   | 24 de enero de 2015      | Reconocido                 |
| 168 | Suecia                          | 30 de octubre de 2014    | Reconocido                 |
| 169 | Suiza                           | —                        | Sin reconocer              |
| 170 | Surinam                         | —                        | Sin reconocer              |
| 171 | Tailandia                       | 1 de agosto de 2012      | Reconocido                 |
| 172 | Tanzania                        | 1990                     | Reconocido                 |
| 173 | Tayikistán                      | 6 de marzo de 1992       | Reconocido                 |
| 174 | Timor Oriental                  | 1 de marzo de 2004       | Reconocido                 |
| 175 | Togo                            | [¿cuándo?]               | Reconocido                 |
| 176 | Tonga                           | —                        | Sin reconocer              |
| 177 | Trinidad y Tobago               | —                        | Sin reconocer              |
| 178 | Túnez                           | 19 de abril de 1995      | Reconocido                 |
| 179 | Turkmenistán                    | 17 de abril de 1992      | Reconocido                 |
| 180 | Turquía                         | 19 de diciembre de 1991  | Reconocido                 |
| 181 | Tuvalu                          | —                        | Sin reconocer              |
| 182 | Ucrania                         | 2 de noviembre de 2001   | Reconocido                 |
| 183 | Uganda                          | 5 de marzo de 2015       | Reconocido                 |
| 184 | Uruguay                         | 29 de marzo de 2011      | Reconocido                 |
| 185 | Uzbekistán                      | 25 de septiembre de 1994 | Reconocido                 |
| 186 | Vanuatu                         | 17 de octubre de 1989    | Reconocido                 |
| 187 | Ciudad del Vaticano             | 13 de marzo de 2015      | Reconocido                 |
| 188 | Venezuela                       | 27 de abril de 2009      | Reconocido                 |
| 189 | Vietnam                         | 19 de noviembre de 1988  | Reconocido                 |
| 190 | Yemen                           | [¿cuándo?]               | Reconocido                 |
| 191 | Yibuti                          | [¿cuándo?]               | Reconocido                 |
| 192 | Zambia                          | 20 de febrero de 1991    | Reconocido                 |
| 193 | Zimbabue                        | [¿cuándo?]               | Reconocido                 |